# 君島由希子
君島 由希子（きみじま ゆきこ、1929年 - ）は日本の服飾デザイナー。

## 概略

### 略歴
22歳の時に君島一郎と出逢い、プライベートコレクションを行う。この時、一郎がデザイナー、由希子がモデルを担当する。1954年に上京し、伊東衣服研究所で縫製を勉強。3年後に東京・駒込で初のアトリエを構える。1962年に君島一郎オートクチュール第一号店を青山にオープンし、由希子がデザイナーとしてコレクション作品の総責任者に就任。国外ショーの制作を統括する。国内においてはオートクチュール製品のパターン展開を1996年7月14日に一郎が急逝するまで担当した。

### 活動遍歴
1961年に初のファッションショーを開催。翌62年、夫の一郎がデザイン、縫製とモデルは妻の由希子が担当するというスタイルで東京・青山に店舗をオープン。ゆきこ。この年に長男である君島立洋が誕生。夫婦に店舗開業の資産が無かったので、由希子の実家が支援する形で行われた。夫婦は跡取り息子と店舗が同時に生まれた為、手を取り合って喜んだと語られている。
一郎の死後、1997年1月、一郎の愛人である佐藤恭子（後の養子縁組により「君島恭子」）の息子で庶子の佐藤明（先述の事由により後に「君島明」→「君島誉幸」）がキミジマブランド運営の新体制を目指してベテラン社員を10名以上解雇。これを機に、一郎の正妻である由希子と息子である立洋が新会社「ユキコ キミジマ」を設立。設立発表会は1997年6月19日、東京・青山の店で開かれた。

### 評価
独特のカッティングのシルエット(胸下から腰まわりにかけてのライン)と技術的に困難なドレープ処理がパリクチュール界で一流の縫製であると高く評価された。

### 主な実績
- 1964年 - ホテルニュージャパンの初コレクション
- 1976年 - マキシムドパリにおけるファッションショー
- 1976年 - パリプレタポルテコレクションに初出品（1991年まで年2回パリ・コレクションで作品発表）
- 1979年 - パリのビクトルユーゴー通りに「パリキミジマ」をオープン
- 1985年 - 中国政府招聘による北京でのファッションショー
- 1986年 - 上海政府招聘による上海でのファッションショー
- 1987年 - 広州政府招聘による広州におけるファッションショー
- 1987年 - ベルリンにおける市主催のインターナショナル・ファッションショー
- 1988年 - 中国紡織大学招聘による大学内ファッションショー
- 1991年 - パリファッション雑誌、ロフィシェルに作品を発表
- 1992年 - インドの繊維省、インドアパレル輸出振興会及びインド国立ファッション工科学院の招聘によるニューデリーでのファッションショー
- 1997年 - ユキコキミジマを設立

## 関連書
- 君島立洋『わが父君島一郎』新講社1996年、ISBN 4915872130